# Karnal (Distrikt)
Der Distrikt Karnal (Hindi करनाल जिला, Panjabi ਕਰਨਾਲ ਜ਼ਿਲ੍ਹਾ) ist ein Distrikt im indischen Bundesstaat Haryana und gehört zur National Capital Region, d. h. zur weiteren Metropolregion von Delhi. Verwaltungssitz ist die gleichnamige Stadt Karnal.

## Geographie
Der Distrikt wird im Osten durch den Fluss Yamuna begrenzt, der gleichzeitig auch die Grenze zum benachbarten Bundesstaat Uttar Pradesh (Distrikte Saharanpur und Muzaffarnagar) bildet. Im Norden grenzt Karnal an die Distrikte Yamunanagar und Kurukshetra, im Osten an den Distrikt Kaithal und im Süden an die Distrikte Jind und Panipat. Physiogeographisch gehört der Distrikt zur weiteren Indus-Ganges-Ebene. Die mittlere Höhe über dem Meeresspiegel beträgt etwa 240 Meter ohne größere Variationen. Die Höhe nimmt von Süden nach Norden hin leicht zu. Der Waldanteil ist sehr gering und lag nach dem Waldbericht 2021 des indischen Umweltministeriums bei 28,19 km² (1,26 % der Distriktfläche). Der Distrikt ist von einem Netzwerk von Kanälen des westlichen Yamuna-Kanals durchzogen.

## Klima
Das örtliche Klima ist durch eine meist sehr trockene Luft gekennzeichnet (mit Ausnahme der Monsunzeit), mit sehr heißen Sommern und verhältnismäßig kalten Wintern. Es können vier Jahreszeiten unterschieden werden: die kalte Jahreszeit von Ende November bis Mitte März, die heiße Jahreszeit von Mitte März bis Ende Juni, die Zeit des Südwestmonsuns von Juli bis September und die Postmonsunzeit von Oktober bis Dezember. Der mittlere Jahresniederschlag liegt bei 582 mm und verteilt sich auf durchschnittlich 32 Regentage. Hinsichtlich des Jahresniederschlags gibt es erhebliche Variationen zwischen den Jahren. Beispielsweise wurden 1998 1404 mm und 1987 nur 255 mm Niederschlag registriert. Mehr als 80 % des Jahresniederschlags ereignen sich während der Monsunzeit, wobei der August mit im Mittel neun Regentagen der regenreichste Monat ist.

## Geschichte

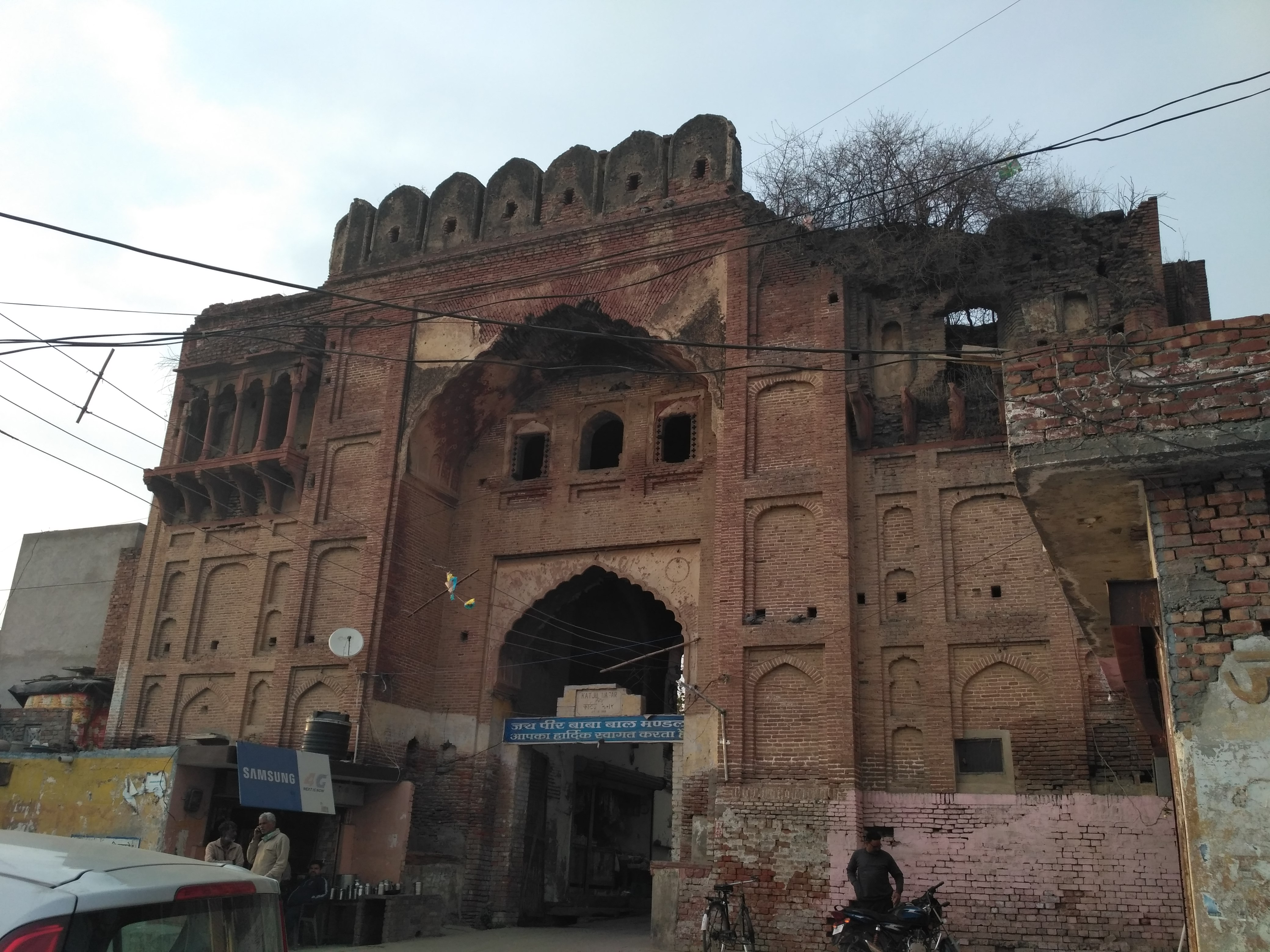
Fort im Ort Taraori

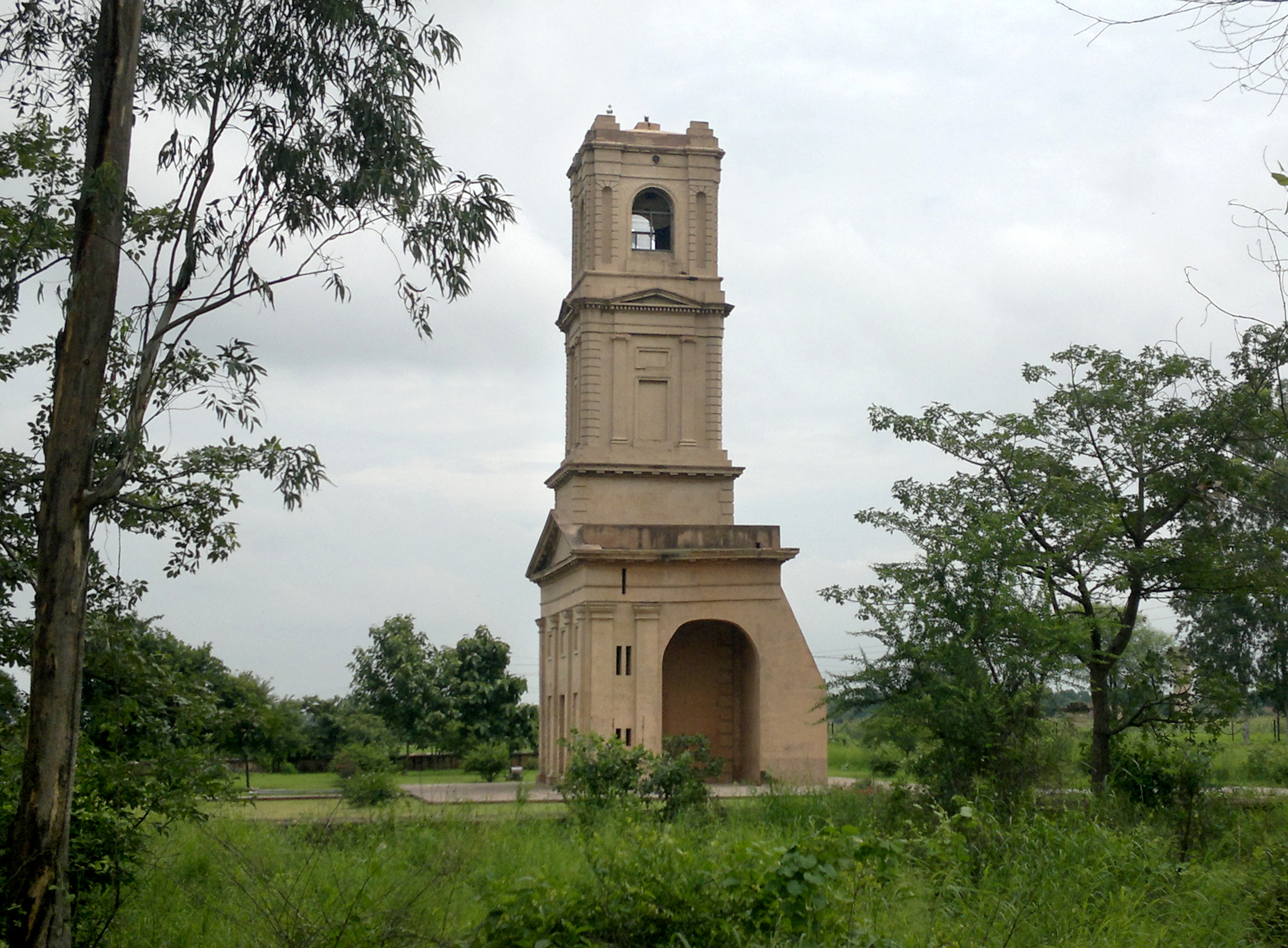
Der Karnal Cantonment Church Tower, ein Überrest der 1806 für die hier stationierten britischen Militäreinheiten errichteten anglikanischen St. James Church

Im Gebiet des Distrikts fand am 13. Februar 1739 die Schlacht von Karnal statt, in der die Armee des persischen Eroberers Nader Schah auf die Armee des Großmoguls Muhammad Shah traf. Die persische Armee blieb siegreich und konnte etwa einen Monat nach der Schlacht die Mogulhauptstadt Delhi einnehmen und plündern. Das Ereignis markierte einen Meilenstein im Niedergang des Mogulreichs im 18. Jahrhundert. Ab 1785 gehörte das Gebiet zum Marathenreich, das hier jedoch in Konflikt mit dem Reich der Sikh geriet. Ab 1795 beherrschte für wenige Jahre der irische Abenteuerer George Thomas das Gebiet und 1805 kam es infolge des Zweiten Marathenkrieges unter die Oberhoheit der Britischen Ostindien-Kompanie. Aufgrund der vielen kriegerischen Auseinandersetzungen war die Gegend zu dieser Zeit weitgehend entvölkert und zur Wildnis geworden. Die Ostindien-Kompanie übte zunächst keine direkte Herrschaft in dem neu gewonnenen Gebiet aus, sondern überließ das ganze Territorium westlich des Yamuna einheimischen, verbündeten Fürsten, oder vergab das Land gewissermaßen in Form von Lehen an verdiente einheimische Militärpersonen. Nachdem die Sikhs in das Gebiet zu expandieren begannen, änderte sich die Politik der Kompanie und sie nahm nach und nach das Gebiet des heutigen Haryana unter ihre direkte Kontrolle. Unter Anwendung der doctrine of lapse annektierte sie mehrere kleine Fürstentümer. 1862 wurde aus Teilen der Distrikte Panipat und Thanesar (letzterer wurde dabei aufgelöst) der neue Distrikt Karnal eingerichtet. Der Distrikt war Teil der Provinz Punjab und kam nach der Unabhängigkeit Indiens 1947 zum Bundesstaat Punjab. 1966 kam er zum neuen Bundesstaat Haryana.
Der Distrikt erlebte zahlreiche Änderungen der äußeren Distriktgrenzen. Insbesondere änderte sich die östliche Distriktgrenze bis in die Gegenwart häufiger aufgrund des sich ändernden Flusslaufs des Yamuna, so dass vielfach wechselseitig einige Dörfer mit den östlich des Flusses gelegenen Verwaltungseinheiten ausgetauscht wurden. 1904–09, in Britisch-Indien, umfasste der Distrikt 8091,1 km² (3124 mi²). Im unabhängigen Indien wurden mit dem Provinces and States (Absorption of Enclaves) Order, 1950 32 Dörfer an die Patiala and East Punjab States Union abgegeben. 1960 wurden 7 Dörfer an den Distrikt Ambala abgetreten. Im Jahr 1972 betrug die Distriktfläche 8031,6 km². 1973 wurde aus Teilen Karnals der neue Distrikt Kurukshetra gebildet und das Tehsil Kaithal an den Distrikt Jind abgetreten. Beim Zensus 1981 belief sich die Distriktfläche auf 3.721 km². In der Dekade 1981–91 ergaben sich weitere Gebietsverluste durch Neubildung des Distrikts Panipat aus Teilen Karnals und kleinere Gebietsabtretungen an den Distrikt Kurukshetra. Der Distrikt verkleinerte sich dadurch auf eine Fläche von 1967 km² (Zensus 1991). Im Juli 1991 wurde das Tehsil Assandh, das bei der Neubildung des Distrikts Panipat im November 1989 zunächst an diesen gegangen war, wieder an Karnal angegliedert. Außerdem gab es in der Dekade 1991 bis 2001 kleinere Grenzkorrekturen mit den Distrikten Kaithal, Jind, Kurukshetra und Panipat. Beim Zensus 2001 lag die Distriktfläche bei 2.520 km² und blieb bis 2011 konstant.

## Bevölkerung
| Jahr      | 2001      | 2011      |
| Einwohner | 1.274.183 | 1.505.324 |

Die Einwohnerzahl lag bei der Volkszählung 2011 bei 1.505.324. In der Dekade von 2001 bis 2011 war die Bevölkerung um 18,14 % gewachsen. Karnal hatte ein Geschlechterverhältnis von 887 Frauen pro 1000 Männer und damit den in Indien häufigen Männerüberschuss. Der Distrikt wies eine Alphabetisierungsrate von 74,73 % auf, was einer Steigerung um knapp 7 Prozentpunkte gegenüber dem Jahr 2001 entsprach. Die Alphabetisierung lag damit gering unter dem Durchschnitt Haryanas (75,6 %). Knapp 89,1 % der Bevölkerung waren Hindus, 8,4 % Sikhs, 2,1 % Muslime, 0,1 % Jainas, 0,1 % Christen und 0,2 % gaben keine Religionszugehörigkeit an oder gehörten anderen Religionen an. 13,1 % der Bevölkerung waren Kinder unter 6 Jahre. Hindi und Panjabi sind die dominanten Sprachen.
30,2 % der Bevölkerung lebten 2011 in Städten. Größte Stadt war Karnal mit 286.827 Einwohnern.

## Wirtschaft
Die hauptsächlichen Agrarprodukte sind Weizen und Reis, und in deutlich geringerer Menge Gerste, Zuckerrohr und Perlhirse (Bajra). Der Distrikt gilt als die „Reisschüssel Haryanas“. Zu den ansässigen Industriebetrieben zählten nach der Statistik 2010–11 Betriebe der Papierherstellung, Zuckerfabrikation, der Textilverarbeitung und -herstellung etc.

## Persönlichkeiten
- Kalpana Chawla (indische Astronautin, * 1962 in Karnal)